# Daniel Dombrowe

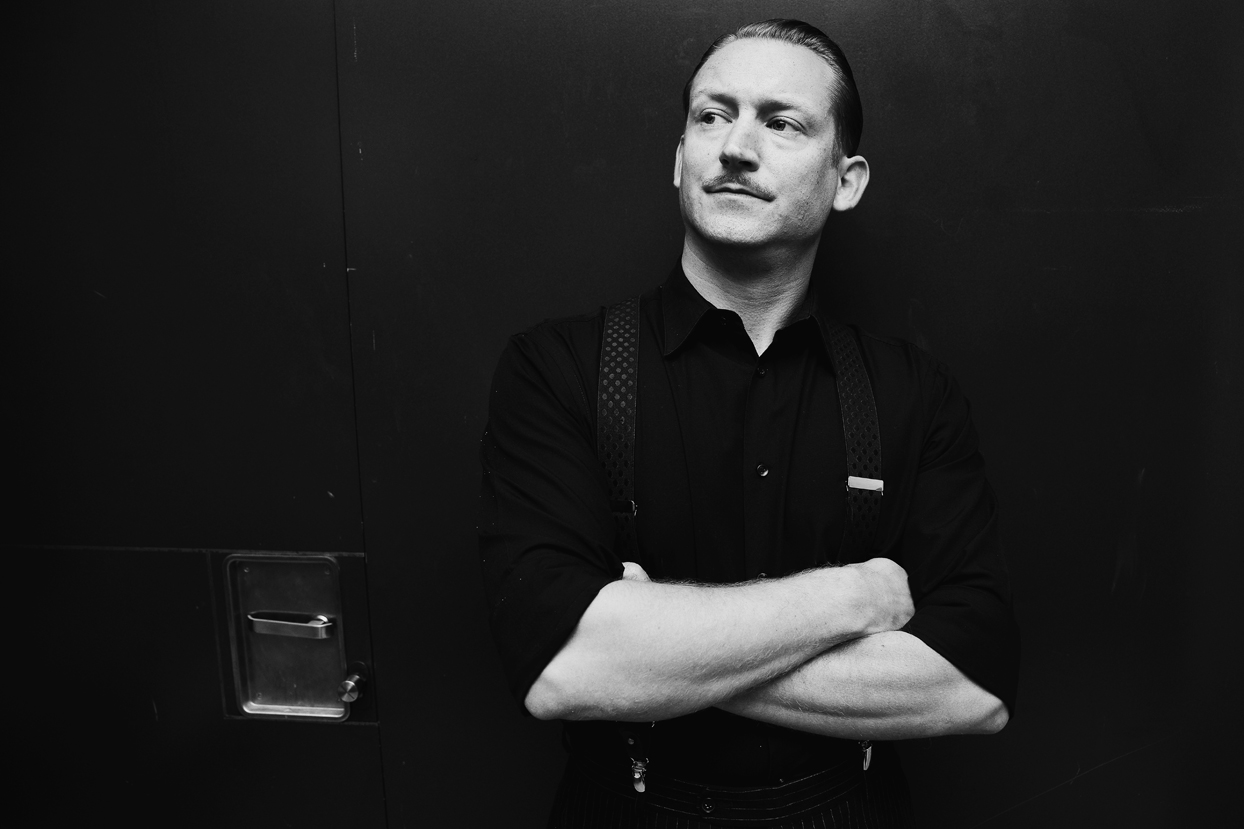
Daniel Dombrowe (2013)

Daniel Dombrowe (* 20. Februar 1973 in Bielefeld), Künstlername Dan D., ist ein deutscher Social Entrepreneur, DJ, Artist Activist, Eventmanager sowie Gründer und Veranstalter des Baltic Soul Weekenders.

## Leben
Seit einem DJ-Lehrgang der Deutschen Discjockey-Organisation (DDO) 1988 ist Dombrowe als DJ tätig. Seit Anfang der 1990er Jahre beschäftigt er sich mit afroamerikanischer Musik und organisiert seit den frühen 1990er Jahren Soulmusik-Veranstaltungen. Mitte der 1990er Jahre wurde er als erster deutscher Soul-DJ nach Japan eingeladen, tourte durch den gesamten europäischen Raum und zog im Jahre 1997 von Bielefeld nach London, wo er als Resident-DJ und Marketing-Manager im Londoner Soul Café arbeitete. Als DJ präsentierte er seine seltenen Soul Singles bereits in einigen der bekanntesten Soul- & Jazz-Clubs der Welt (Ronnie Scotts, 100 Club, Jazz Cafe) und hält zudem Vorträge über Jugendsubkulturen und der Entwicklung afroamerikanischer Tanzmusik an Universitäten in England und Deutschland.
2001 zog er von London zurück nach Deutschland. Von 2004 bis 2019 produzierte und moderierte Dombrowe in Hamburg gemeinsam mit Kenny B. wöchentlich die The More Soul Show, die donnerstags auf dem Hamburger Sender Tide, im Radio sowie im Fernsehen zu hören und zu sehen war. Seit März 2020 ist er beim Londoner Radiosender Totally Wired Radio tätig. Dombrowe wurde zu seinem 50. Geburtstag im Februar 2023 mit einer Gala im Kehrwieder Theater in Hamburg gewürdigt. Bei der Veranstaltung traten unter anderem The Supremes und Debbie Sledge von Sister Sledge live auf. Neben einigen Baltic Soul Weekender Resident DJs waren mit Smudo, DJ Friction, Myles Sanko, Mirko Machine und Miss Kelly Marie insgesamt 300 langjährige Wegbegleitende zu Gast.

## Baltic Soul Weekender
Dan Dombrowe ist Gründer und Veranstalter des Baltic Soul Weekenders, dem größten Soul-Festival Europas, das seit 2007 stattfindet. Zusätzlich konzipiert er neue Eventformate und gibt das Weekender-Konzept in Lizenz weiter. So entstanden weitere Veranstaltungen wie L-Beach (in Kooperation) und der Rolling Stone Weekender (in Lizenz durch FKP Skorpio). Der Baltic Soul Weekender #5 (2011) und #13 (2019) wurden beim Live Entertainment Award (LEA) in der Kategorie Bestes Festival Deutschlands nominiert.
Die Baltic-Soul-Weekender-Compilations werden von Dan D. mit Schallplatten aus seiner Sammlung zusammengestellt. Weiter wirkte er bei den im Baltic-Soul-Benefiz-Projekt veröffentlichten Singles Ann Sexton – You’re Losing Me, sowie der Maxi-Single That’s the Way Love Is von Gloria Scott als Co-Produzent mit.
Im Rahmen des Baltic-Soul-Weekenders bietet Dombrowe sowohl bekannten als auch unbekannteren Soul-Künstlern, die in den 1960er und 1970er Jahren die Rechte an ihrer Musik durch Knebelverträge oder Betrug verloren haben, ganzjährige Unterstützung in finanziellen, rechtlichen und sozialen Aspekten. In Zusammenarbeit mit einem Berliner Rechtsanwalt werden ausstehende Einnahmen erfolgreich eingeklagt und an die entsprechenden Künstler ausgezahlt. So entstanden im Laufe der Jahre enge Freundschaften zu US-amerikanischen Künstlern wie The Supremes, The Temptations oder Sister Sledge, die das Benefiz-Projekt des Baltic Soul Weekender unterstützen. Unter anderem hat Dombrowe George und Gwen McCrae beim Cologne Soul Weekender 2001 wieder zusammengebracht.
Im Einzelnen realisierte er unter anderem die folgenden Projekte:
- 2007: Ann Sextons erster Auftritt nach 33 Jahren
- 2007: Marva Whitneys letzter Auftritt (gestorben 2012)
- 2008: Gloria Scotts erster Auftritt nach 34 Jahren
- 2009: Melba Moores erster Auftritt in Deutschland
- 2009: Garland Greens erster Auftritt in Deutschland
- 2010: Collins & Collins’ einziger jemals stattgefundener Auftritt (Bill Collins starb 2013)
- 2011: Gwen McCraes letzter Auftritt
- 2012: Leon Wares erster und letzter Auftritt in Deutschland (gestorben 2017)
- 2012: Unterstützung der Rechte-Rückführung der Sugarhill-Gang-Mitglieder Wonder Mike & Master Gee nach Namensraub.
- 2013: Oliver Cheathams letzter Auftritt (gestorben 2013)
- 2013: Maxine Browns erster und letzter Auftritt in Deutschland
- 2016: Sister Sledge letzter Auftritt von Joni Sledge (gestorben 2017)
- 2018: Harold Melvin’s Blue Notes erster Auftritt in Deutschland
- 2018: Margie Josephs erster und letzter Auftritt in Deutschland
- 2019: Ruby Andrews’ erster und letzter Auftritt in Deutschland
- 2022: Moment Of Truth' erster und letzter Auftritt in Deutschland

Unterstützung in seinem Bestreben erhält Dan Dombrowe auch von vielen deutschen Künstlern (unter anderem Mousse T., Jan Delay, Smudo, Max Mutzke, Fettes Brot), die auf Teile ihrer Auftrittsgagen verzichteten, um das Benefiz-Projekt mitzufinanzieren. Auch der Gesamtgewinn aus dem Verkauf der Baltic-Soul-Fanartikel kam wohltätigen Zwecken zugute.

## Künstlerzitate zu Dan D.
„Dombrowe ist ein Seelenretter, der Schönheit vor dem Vergessenwerden bewahrt.“

“Thank you so much for looking after the artists, you are the Robin Hood of Soulmusic.”

„Danke, dass du dich so um die Künstler kümmerst, du bist der Robin Hood der Soul-Musik.“

“The fact that Dan can reach back and make something happen for a lot of artists that were overlooked and unsung, that’s what humanity and we as Christians are about. He is doing ministry without even knowing about it.”

„Dass Dan für einige Künstler etwas bewirkt und herausholt, die übersehen wurden, das ist es, worum es bei der Menschlichkeit und uns als Christen geht. Er tut Gutes, ohne es zu wissen.“

“I was in shock a human being like Dan existed on the planet. Someone who would reach out to artists from the 60s and 70s who have been mistreated and never had any royalties. And all just because he loves the music that they recorded.”

„Ich konnte es nicht fassen, dass ein Mensch wie Dan auf diesem Planeten existiert. Jemand, der sich an Künstler aus den 1960er und 1970er Jahren wandte, die misshandelt wurden und nie Tantiemen […] zu ihrer Musik […] erhalten hatten. Und das alles nur, weil er die Musik liebt, die sie aufgenommen haben.“